# Paulara
× Paulara, (abreviado Plra) en el comercio, es un híbrido intergenérico entre los géneros de orquídeas Ascocentrum × Doritis × Phalaenopsis × Renanthera × Vanda. Fue publicado en Orchid Rev. 94(1116) cppo: 8 (1986).